# Marco Cornelio Cetego (cónsul 160 a. C.)
Marco Cornelio Cetego (en latín, Marcus Cornelius C. f. C. n. Cethegus) fue un magistrado romano, cónsul del año 160 a. C.

## Carrera política
Fue comisionado en el año 171 a. C. para investigar por qué el cónsul Cayo Casio Longino había abandonado su provincia de la Galia Cisalpina.
En el año 169 a. C. fue triumvir coloniae deducendae, para establecer nuevos colonos en Aquileia. 
En 160 a. C. fue elegido cónsul con Lucio Anicio Galo como colega y drenó una parte de las marismas Pontinas.